# Berks Cemetery Extension
Berks Cemetery Extension is een Britse militaire begraafplaats met gesneuvelden uit de Eerste Wereldoorlog, gelegen in het Belgische dorp Ploegsteert. De begraafplaats ligt net ten noorden van het dorpscentrum langs de weg naar Mesen (N365) in het Ploegsteertbos. De begraafplaats werd ontworpen door Harold Bradshaw en wordt onderhouden door de Commonwealth War Graves Commission. Centraal staat ook het Ploegsteert Memorial, waar meer dan 11.000 Britse
militairen worden herdacht die in de omgeving sneuvelden, maar geen bekend graf hebben. De Stone of Remembrance staat aan de noordelijke rand van het terrein, het Cross of Sacrifice staat centraal in het zuidelijke deel. 
Er worden 876 doden herdacht waaronder 3 niet geïdentificeerde.

## Geschiedenis
De begraafplaats ligt in het westelijke deel van het Ploegsteertbos. Na gevechten aan het begin van de oorlog lag het in Brits veroverd gebied en bleef het gedurende de oorlog relatief rustig. Net ten noorden van de plaats bevond zich een kruispunt dat de Britten Hyde Park Corner noemden. Aan de oostkant van de weg Ploegsteert-Mesen begon men al in april 1915 met de aanleg van een begraafplaats, de Hyde Park Corner (Royal Berks) Cemetery, dat in gebruik zou blijven tot in het najaar van 1917. In 1916 begon men een uitbreiding aan de westelijke kant van de weg. Deze Berks Cemetery Extension bleef in gebruik tot in september 1917. Aanvankelijk bestond de begraafplaats enkel uit wat nu het noordelijke perk is, ten noorden van het Ploegsteert Memorial.
In 1930 werd de begraafplaats uitgebreid met graven uit de Rosenberg Chateau Military Cemetery and Extension. Deze begraafplaats lag bij de Rozenberg, een kilometer ten noordwesten, en werd tijdens de oorlog gebruikt door gevechtseenheden van november 1914 tot augustus 1916, de uitbreiding van mei 1916 tot maart 1918. Het geheel werd soms Red Lodge genoemd, maar werd in 1930 ontruimd omdat men de gronden niet permanent in bezit kon krijgen. De graven werden overgebracht naar de Berks Cemetery Extension en vormden er de twee nieuwe zuidelijke perken.
Er worden 467 Britten, 149 Canadezen, 180 Australiërs en 80 Nieuw-Zeelanders herdacht. Daarbij worden 3 Australiërs, 1 Brit en 1 Canadees herdacht met een Duhallow Block omdat zij oorspronkelijk in Rosenberg Chateau Military Cemetery and Extension begraven werden, maar hun graven werden daar vernietigd door artillerievuur en niet meer teruggevonden.

## Graven
- de sergeanten P. Tyrie, Peter Annis en William George Edward Woolley werden onderscheiden met de Distinguished Conduct Medal (DCM).
- onderluitenant William Henry Parsons, de sergeanten Axel Alexander Olin en Leo James Harty, de korporaals E.R. Midlane, D.A. Barnes, James Saddington en J. Skelhorn en de soldaten Oswold Lawrence, W. Brown, Edward Joh Mellish en Percy Charles Richards ontvingen de Military Medal (MM).

- De tweelingbroers William en Leonard Crossley, schutters bij het King's Royal Rifle Corps, sneuvelden op 30 juni 1916 en liggen naast elkaar begraven. Zij waren 31 jaar oud.
- De soldaten B. Harrison, James Richard Brett en Albert Edward Lewis waren slechts 17 jaar oud toen zij sneuvelden.